# Доценко Йосип Максимович
Доценко Йосип Максимович (1865, сл. Котельва — після 1917) — депутат IV Державної думи Російської імперії від Харківської губернії, селянин.

## Біографія
Селянин слободи Котельва  Охтирського повіту. 
Закінчив Котелевське двокласне народне училище. Займався землеробством (мав до 70 десятин). У власності мав два будинки з прилеглими садибами. Обирався гласним Охтирського повітового земського зібрання (з 1907 року) та членом Охтирської повітової земської управи (з 1909 року). 
Старшина (1904–1906) й голова суду (1904–1905, його батько Максим Федорович у 1894–1896) Котелевської волості. Представник від громади (Гласний) до Охтирського повітового земського зібрання (1907–1909). Член Охтирської повітової земської управи (1909–1912).
19.10.1912 обраний на з’їзді уповноважених від волостей до Державної думи Російської імперії. Депутат 4-го скликання (15.11.1912 – 25.02.1917) від Харківської губернії (Охтирського повіту). Входив до фракції правих. Член комісій з питань фінансів, місцевого самоврядування, виконання державного розпису доходів і витрат.

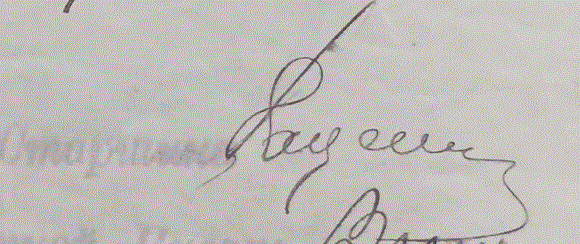
Підпис Доценка Й.М. 1905 рік

У часи Першої світової війни долучався до пожертв на потреби поранених, будівництва земського училища 1911 року побудови в  слобоці Котельва (Котелевська ЗОШ №5). 
У дні Лютневої революції лежав у хірургічному лазареті при народному домі в Охтирці.
Доля після 1917 року невідома.
Проживав у Котельві, Охтирці, Петербурзі. Був одружений, мав троє дітей.